# Yon González
Yon González Luna (ur. 20 maja 1986 w Bergarze) – hiszpański aktor. Brat aktora Aitora Luna. 
Rozpoznawalność zapewniła mu rola Ivána Noireta Leóna w serialu Antena 3 Internat (El internado, 2007-2010), a także postać Julio Olmedo / Espinosa w serialu Zagadka hotelu Grand (Gran Hotel, 2011–2013) i Francisco Gómeza w pierwszym oryginalnym hiszpańskim serialu Netflixa Telefonistki (Cable Girls, 2017–2020).

## Życiorys

### Wczesne lata
Urodził się w Bergarze. Jego starszy brat Aitor González (ur. 18 września 1981) został także aktorem. Jeszcze w czasie nauki w Mondragón postanowił przeprowadzić się do Madrytu, aby pracować w telewizji.

### Kariera
Po raz pierwszy wystąpił na małym ekranie w roli Andrésa w serialu młodzieżowym SMS, sin miedo a soñar (2006–2007), w którym w obsadzie znaleźli się także Amaia Salamanca i Mario Casas. Przełomem w jego karierze okazała się rola zarozumiałego, zbuntowanego i nieposłusznego Ivána Noireta Leóna, ucznia elitarnej szkoły z internatem w serialu Antena 3 Internatu, gdzie grał przez siedem sezonów (2007–2010). Rola Ivána zapewniła mu nie tylko sławę wśród telewidzów, ale także nagrodę Association of Latin Entertainment Critics dla najlepszego nowego aktora w 2010 i nominację do Złotej Nimfy 2009 na festiwalu telewizyjnym w Monte Carlo w kategorii najlepszy aktor dramatyczny. 
W 2007 był modelem David Delfína podczas Tygodnia Mody Cibeles w Madrycie. Był obecny na łamach magazynów, takich jak „Vanity Fair”, „Glamour”, „Marie Claire” czy „Cosmopolitan”, a także na okładkach magazynów takich jak „Bravo” (w kwietniu 2008), „ExPERPENTO” (w marcu 2015), „Revista Vim” (w marcu 2015) i „InStyle” (w lutym 2018).
Po występie w krótkometrażowym dramacie fantasy El Forjador de historias (2008) jako Víctor, zadebiutował na dużym ekranie w roli Nico w komediodramacie Seks, kłamstwa i narkotyki (2009). Następnie został obsadzony w roli Adriána w dreszczowcu Sebastíana Cordery Rabia (2009) z Icíar Bollaín. Za rolę Adriána w krótkometrażowym dramacie fantasy Lalki lateksowe (Muñecos de látex, 2009) zdobył nagrodę jako najlepszy wykonawca na Festival La Fila de Cortometrajes w Valladolid. 
W filmie telewizyjnym Sofía (2010) z Nadią de Santiago został obsadzony jako Konstantyn II Grecki. W 2011 zajął siódme miejsce w ogłoszonym przez hiszpański portal 20minutos.es rankingu „najseksowniejszych hiszpańskich aktorów”. Jako buntowniczy i lubiący tajne walki bokserskie Julio Olmedo w serialu Zagadka hotelu Grand (Grand Hotel, 2011–2013) otrzymał nagrodę Fotogramas de Plata 2012 dla najlepszego aktora telewizyjnego i Neox Fan Awards w kategorii najlepszy pocałunek roku z Amaią Salamancą. 
Występował w serialu Transgression (2011) jako Helio ze swoim bratem Aitorem Luną, a także w komedii Zabłąkani (Perdiendo el norte, 2015) jako Hugo Cifuentes Marin i dreszczowcu Matar el tiempo (2015) w roli Borisa ze swoim bratem Aitorem Luną. Za rolę tajnego policjanta Víctora Garcíi w serialu Antena 3 Bajo sospecha (2015–2016) został uhonorowany nagrodą Fotogramas de Plata 2016 dla najlepszego aktora telewizyjnego. W sierpniu 2016 potwierdzono, że zagra postać Francisco Gómeza w serialu Telefonistki, który miał swoją premierę 28 kwietnia 2017. W 2017 wystąpił na scenie Kamikaze Theatre w Madrycie jako Koryfeusz w sztuce Sofoklesa Antygona.
W 2020 pracował nad promocją najnowszych perfum Dolce & Gabbana, K i prowadził kampanię na swoim koncie na Instagramie.

## Życie prywatne
W 2007 wraz z Martiño Rivasem i Martą Torné Rivas wspierał Fundację ONG Childhood Without Limits Foundation.

## Filmografia

### Seriale
- 2006-2007: SMS jako Andrés
- 2007-2010: Internat jako Iván Noiret León / Iván Fernández Almagro
- 2010: Sofía jako Constantino II de Grecia
- 2011: Gran Reserva jako Manuel Hernández
- 2011: Los Quién jako Paco
- 2011-2013: Zagadka hotelu Grand jako Julio Olmedo
- 2015-2016: Bajo sospecha jako Víctor Casas
- 2017-2020: Telefonistki jako Francisco Gómez

### Filmy
- 2009: Rabia jako Adrián
- 2009:  Seks, kłamstwa i narkotyki jako Nico
- 2011: Transgression jako Helio
- 2011: Torrente 4: Lethal Crisis jako Peralta
- 2014: El club de los incomprendidos jako Rodrigo
- 2014: Matar el tiempo jako Boris
- 2015: Perdiendo el norte jako Hugo Cifuentes Marín